# حمام شالچیلر
حمام شالچیلر مربوط به اواخر قاجاریه است و در تبریز، خیابان شمس تبریزی، کوی شالچیلر واقع شده و این اثر در تاریخ ۷ خرداد ۱۳۸۷ با شمارهٔ ثبت ۲۲۸۵۹ به‌عنوان یکی از آثار ملی ایران به ثبت رسیده‌است.